# Tyrannochthonius yanshanensis
Espèce
Tyrannochthonius yanshanensis est une espèce de pseudoscorpions de la famille des Chthoniidae.

## Distribution
Cette espèce est endémique du Guizhou en Chine. Elle se rencontre dans le xian de Wuchuan dans la grotte Yanshan.

## Description
Les femelles mesurent de 1,29 à 1,33 mm.

## Systématique et taxinomie
Cette espèce a été décrite par Hou, Feng et Zhang en 2023.

## Étymologie
Son nom d'espèce, composé de yanshan et du suffixe latin -ensis, « qui vit dans, qui habite », lui a été donné en référence au lieu de sa découverte, la grotte Yanshan.

## Publication originale
- (en) Yan-Meng Hou, Zegang Feng et Feng Zhang, « Diversity of cave-dwelling pseudoscorpions from Guizhou in China, with the description of twenty-four new species of the genus Tyrannochthonius (Pseudoscorpiones, Chthoniidae) », Zootaxa, Magnolia Press (d), vol. 5062, no 1,‎ 3 avril 2023, p. 1-158 (ISSN 1175-5334 et 1175-5326, OCLC 49030618, DOI 10.11646/ZOOTAXA.5262.1.1, lire en ligne).